# Nazionale Lombardia FC
Nazionale Lombardia Foot-Ball Club was een Italiaanse voetbalclub uit Milaan.

## Geschiedenis
De club werd opgericht in 1910 als voetbalafdeling van de Sport Club Italia. In 1913 werd de club kampioen van de Promozione en promoveerde zo naar de Prima Categoria, de toenmalige hoogste klasse. Na twee seizoenen in de middenmoot werden de activiteiten tijdelijk stilgelegd door de Eerste Wereldoorlog. Na de oorlog speelde de club nog twee seizoenen in de Prima Categoria, maar kon nooit potten breken en speelde in de schaduw van grotere clubs uit Milaan.
In 1921 was er een splitsing in het Italiaanse voetbal omdat de bond het aantal teams in de hoogste klasse wilde verminderen. Onder de naam Nazionale Magentina speelde de club in de Promozione terwijl Sport Club Italia een team inschreef in de rivaliserende bond. Hierna werd de club opgeheven.